# أوتو لوجر
أوتو لوجر (بالألمانية: Otto Lueger)‏ (و. 1843 – 1911 م) هو مهندس ألماني، ولد في تنغن ألمانيا، توفي في شتوتغارت، عن عمر يناهز 68 عاماً.

## التعليم
تعلم في معهد كارلسروه للتكنولوجيا
.